# 小日报
《小日报》（法語：Le Petit Journal，發音：[lə pəti ʒuʁnal]）是莫伊兹·波利多尔·米约在巴黎创立的日报，发行于1863年至1944年间。它和《小巴黎人报》、《晨报》和《新闻报》一同被称为法国四大日报。

## 历史
1863年2月1日，《小日报》创刊，当日发行量8万3千份。，1884年，该报每周日增加图画副刊，以娱乐材料和故事为主，附有彩色插图。
1890年，在乔治·布朗热流放期间，其发行量首次达到100万份。五年后，它的发行量达到200万份，成为当时世界上发行量最大的报纸。
20世纪初，由于德雷福斯事件的保守报道，《小日报》失去了众多的读者。到1937年，它的发行量只有15万。最后一期于1944年8月出版。